# Vránai perjelség
A vránai perjelség (más néven aurániai perjelség vagy Magyar-Szlavón perjelség - hitéleti szerepén túlmenően -  a királyi Magyarország egyik hiteles helye volt.

## Története
A Zára és Šibenik közt fekvő Vrana (Aurania) területén, a dalmát fejedelmek a 11. században a Szt. Gergelyről nevezett bencés monostort alapították. A templomos rend feloszlatása után Vrána királyi birtok lett. 1345-ben Nagy Lajos király a johannita lovagrendnek adta, ettől kezdve a vránai perjelség székhelye volt, amely a johannita rend több magyarországi rendháza felett is gyakorolta a fennhatóságot. A johannita rend magyarországi konventjeinek nagyrésze mint hiteles hely is működött. Tekintélyüket bizonyítja az is, hogy az Aranybulla egy példányát a rendnek adták át, megőrzésre. 
Ezt követően  a vránai perjelséget  a zágrábi nagyprépostsággal kapcsolták össze. A nagyprépost - ebben a minőségében -  az 1625. LXI. t.-c. értelmében a főrendi tábla tagja lett. A főrendiház reformjáról szóló 1885. VII. t.-c. a zágrábi nagyprépostnak ezen  kiváltságát sértetlenül hagyta.